# 小松清廉
小松 清廉（こまつ きよかど）は、幕末から明治初期の政治家。維新の十傑の1人。旧名は肝付 兼戈（きもつき かねたけ）。通称は尚五郎（なおごろう）のちに帯刀（たてわき）。また明治には従四位下玄蕃頭の位階官職を与えられたため、玄蕃頭とも称された。
薩摩国吉利（2,600石）領主だった薩摩藩士小松家の当主で、幕末に薩摩藩の城代家老に出世し藩政改革と幕末政局（薩長同盟、大政奉還など）において重要な役割を果たして明治維新の成就に貢献した。維新後には新政府で参与、総裁局顧問、外国官副知官事などの要職に任じられていたが、直後の明治3年（1870年）に世を去った。
明治に入ってすぐの病死だったため、その後に明治政府で活躍した同じ薩摩出身の西郷隆盛や大久保利通の知名度に隠れがちであったが、小松家について多く記した玉里島津家史料の黎明館への寄贈により、21世紀にその事績の研究と再評価が進んだ。
なお孫にあたる小松帯刀は祖父清廉の維新の功により明治29年（1896年）に華族の伯爵に列せられている。

## 生涯

### 少年期
天保6年（1835年）10月14日、薩摩国鹿児島城下山下町の喜入屋敷にて喜入領主・肝付兼善（5,500石）の三男として生まれたとされるが、系図によれば兼善の四男である。次兄の兼次が3歳（満1歳）で夭亡したため、三男のように育ったということか。母は島津久貫（又左衛門）の娘である。父母は次兄・要之介を寵愛しており、乳母も短慮な性格であったため、両親の愛情に恵まれず育ったという。13、14歳頃から学問の才覚を発揮し、漢学者・横山安容の下で儒学を修める。だが体質的に虚弱であったことと昼夜を問わない勉学が災いして、17歳を数える頃から病に伏せがちの生活を送るようになった。しかし、勉学に対する向上心は衰えることなく、湯治に出向いた先でも地域や身分の異なる様々な人々から知識や考えを吸収していったという。その他、歌道を八田知紀に学び、観瀾、香雪齋と号した。また、病弱ながらも武術の修練にも励み、演武館で示現流を学んでいる。

### 出仕

鹿児島市山下町にある小松帯刀像

安政2年（1855年）正月に21歳で奥小姓・近習番勤めに任じられ、同年5月には江戸詰めを命じられた。しかし在府わずか2ヶ月で帰国を命じられ、同年10月8日に鹿児島へ帰着した。道中の旅日記には清廉が詠んだ歌が幾編も残されている。安政3年（1856年）、吉利領主・小松清猷（2,600石）の跡目養子となって家督を継承し、宮之原主計の養女となっていた清猷の妹・近（千賀）と結婚した。安政5年（1858年）7月に島津斉彬が没し、島津忠義が藩主になると清廉は当番頭兼奏者番に任命され、集成館の管理や貨幣鋳造を職務とした。その後、万延元年（1860年）には伊勢雅楽、北郷作左衛門らとともに弁天波止場受持を命じられている。

### 幕末動乱
文久元年（1861年）に平佐領主・北郷久信とともに長崎出張を命じられ、1月17日に蒸気船「天佑丸」に乗船して前之浜を出立した。長崎では通詞を雇い、オランダ軍艦に乗船して軍艦操作、破裂弾・水雷砲術学などを修学、八木玄悦、石河正龍らとともに研究している。帰鹿した同年6月に石河によって忠義臨席の下、電気伝導で水雷を爆発させる実演が行われ、これらの功績によって同年5月18日、島津久光の側役に抜擢されている。10月に入って大幅な人事異動により久光体制が確立すると、清廉は御改革御内用掛に任命され、藩政改革に取り組んだ。配下に大久保利通がいた。文久2年（1862年）には久光による上洛に随行し、帰国後は家老職に就任した。薩英戦争では、研究した水雷を鹿児島湾に配置するなど尽力する。戦後は集成館を再興して特に蒸気船機械鉄工所の設置に尽力する一方で、京都にあって主に朝廷や江戸幕府、諸藩との連絡・交渉役を務め、参与会議等にも陪席した。他方で御軍役掛や御勝手掛、蒸気船掛、御改革御内用掛、琉球産物方掛、唐物取締掛などを兼務して藩政をリードし、大久保や町田久成とともに洋学校「開成所」を設置した。

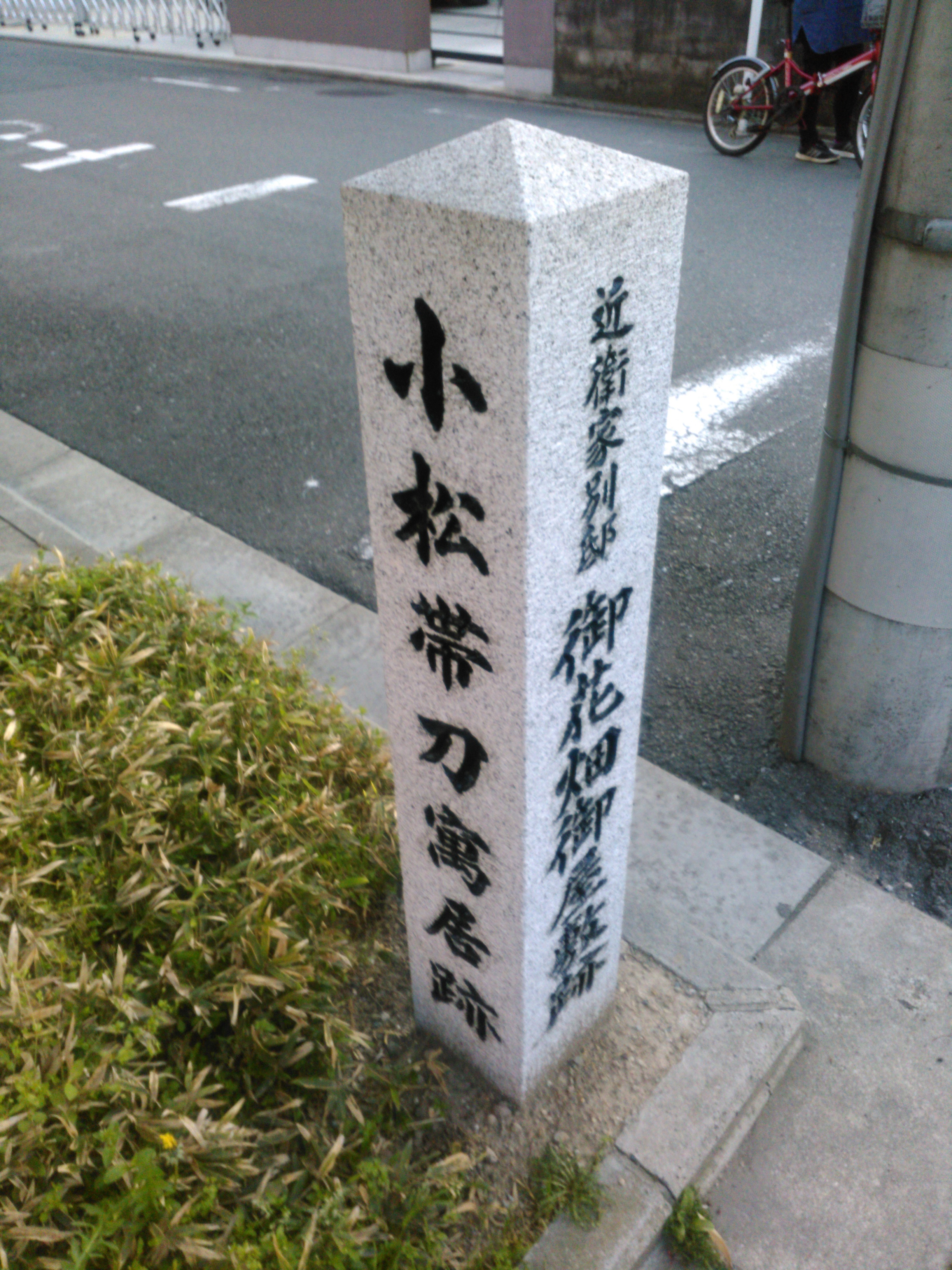
小松帯刀寓居跡石碑（京都市上京区）

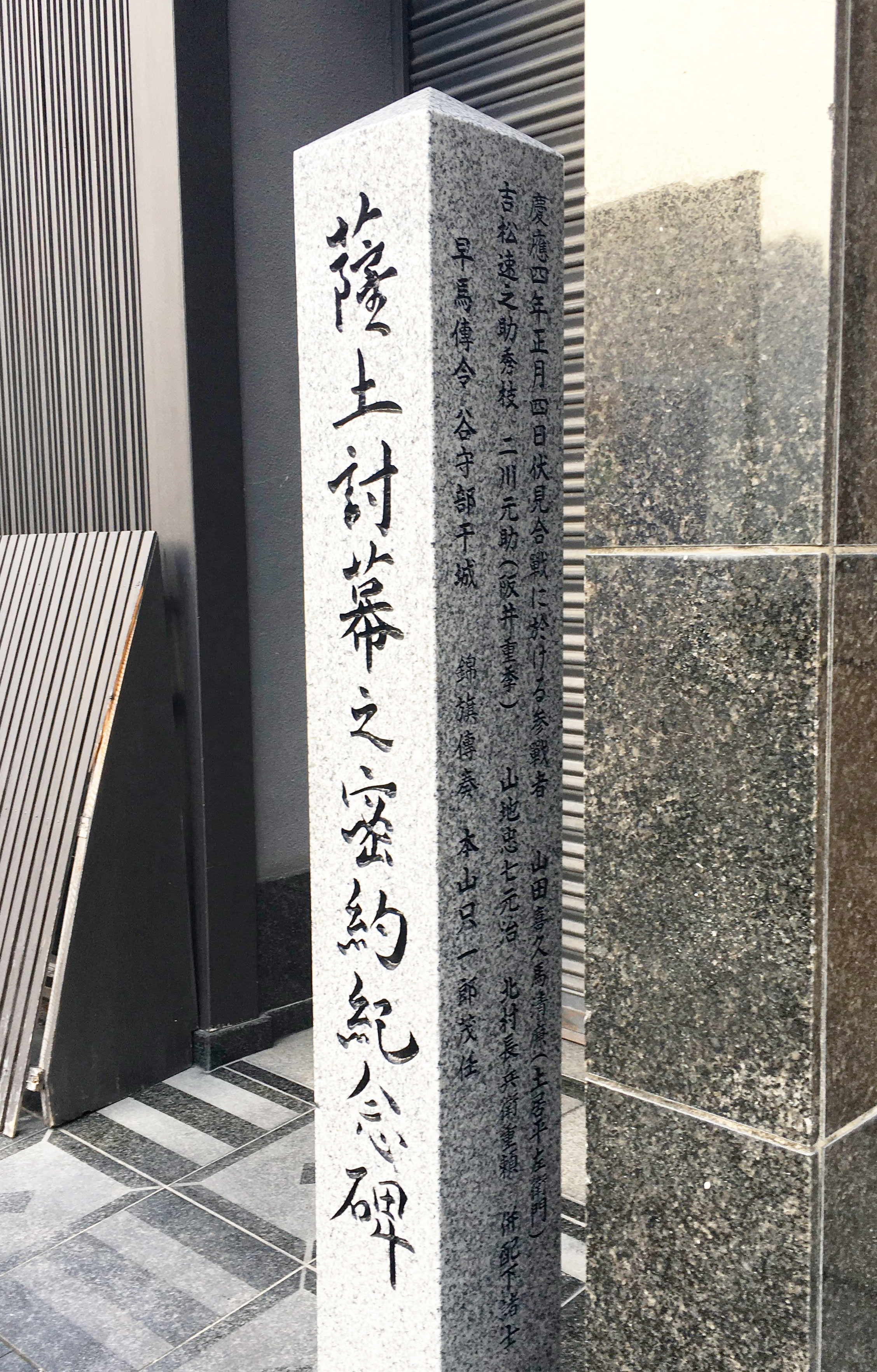
「薩土討幕之密約紀念碑」
密約が締結される前段階として京都「近安楼」で会見がもたれたことを記念する石碑
京都市東山区（祇園）

禁門の変（1864年）では、幕府の出兵要請に対して消極的な態度を示したが、勅命が下されるや薩摩藩兵を率いて幕府側の勝利に貢献した。戦後、長州藩から奪取した兵糧米を戦災で苦しんだ京都の人々に配った。同年の第一次長州征討では長州藩の謝罪降伏に尽力している。
いったんは戦火を交えた長州藩との関係修復を図り、長州藩による軍艦「ユニオン号」など武器の購入を斡旋した。在京中に土佐藩脱藩浪士の坂本龍馬と昵懇となった。亀山社中（のちの海援隊）設立を援助したり、龍馬の妻・お龍の世話をしたりしている。「ユニオン号」の輸入や運用など実務を担ったのも、龍馬のほか近藤長次郎らの土佐浪人グループである。小松はさらに長州の井上馨と伊藤博文を長崎の薩摩藩邸に匿ってグラバーと引き合わせ、その後、鹿児島へ井上を伴って薩長同盟の交渉を行った。なお薩長同盟における密約や木戸孝允（桂小五郎）が滞在したのも、京都における清廉の屋敷であったと伝えられる。この屋敷は近衛家別邸「御花畑」と通称され、その規模と内容、具体的な所在地が2016年5月の京都と鹿児島での相次ぐ史料の発見>によって確定された。

### 明治維新
薩英戦争で戦ったイギリス（英国）と薩摩の友好に尽力し、五代友厚らを密かに英国へ留学させた。また英国公使ハリー・パークスを薩摩に招き、島津久光と引き合わせた。また本間北曜の提議を受けて大和交易コンパニーという株式会社を設立して貿易拡大にも努めた。第二次長州征討（1866年）には反対し、慶応3年（1867年）の薩土盟約や薩土密約、四侯会議など、諸藩との交渉に尽力する一方で、薩摩藩内では城代家老に任命された。討幕の密勅では請書に、西郷隆盛や大久保利通とともに署名している。大政奉還発表の際は藩代表として徳川慶喜に将軍辞職を献策し、摂政・二条斉敬に大政奉還の上奏を受理するよう迫った。西郷・大久保を率いて薩摩に戻って藩主・島津忠義の率兵上洛を主張する。上洛の随行が命じられるも、病によりこれを断念している。明治2年（1869年）9月、明治維新の功により賞典禄1,000石が授けられる。
明治政府においては、総裁局顧問、徴士参与や外国事務掛、外国官副知官事、玄蕃頭などの要職を歴任した。フランスが、江戸幕府の借金を新政府が返済しないなら横須賀造船所を差し押さえると主張した際、清廉と大隈重信はイギリスから資金を借りてフランスに返済して窮地を脱している。他にも堺事件や浦上四番崩れの交渉を行った。またグラバーや五代友厚とともに、日本初の西洋式ドックを備えた小菅修船場を建設した。

### 病と最期
明治2年（1869年）1月11日には大久保に版籍奉還の申し出を催促し、1月20日に吉井友実とともに鹿児島に帰藩する。同年1月8日付大久保宛書状ではこの頃オランダ人のアントニウス・F・ボードインの診察を受けたことが記されている。小松の病状に関しては万延元年頃から「足痛」を患っており、入湯による治癒を度々行っている。明治元年10月8日には「胸痛」、同年12月8日には「肺病」が記されているが、この症状は以後触れられておらず、同年9月中旬には左下腹部の腫瘍の存在を記しており、ボードウィンは切除困難と判断したという。
医師は3月10日には長崎で井上馨らと協議し、2月1日に再び帰藩する。2月4日には病気により領地・家格の返上を願い出て、5月15日に官吏公選により退職する。版籍奉還では、久光を説得し率先して自らの領地を返上して範を示し、8月17日には領地返上が許可され、永世禄300石を給せられ、さらに9月26日には賞典禄1000石を給与される。9月には下腹部の腫瘍が悪化し、大阪薩摩堀（大阪市西区立売堀）に借宅する。

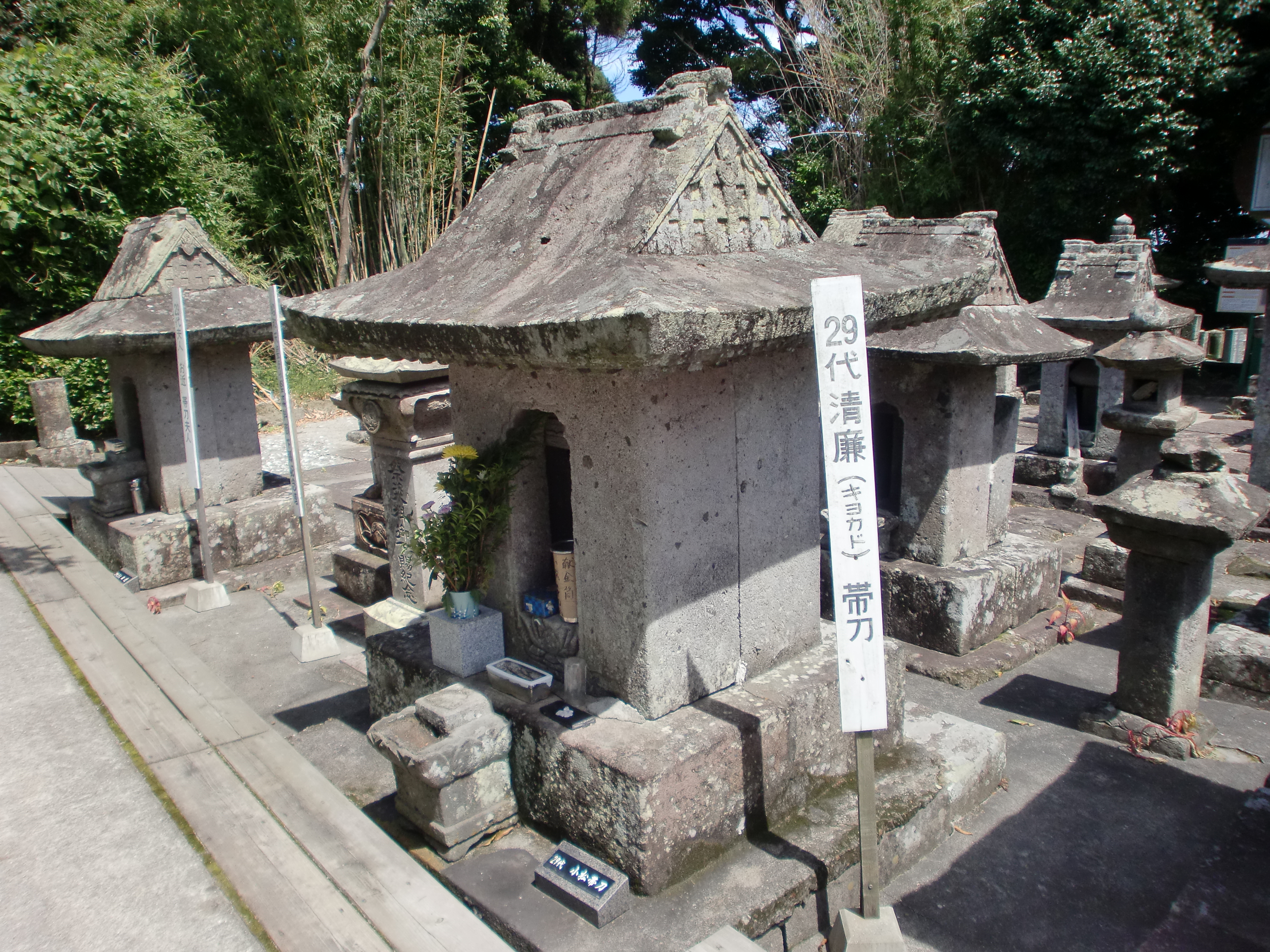
禰寝・小松家歴代墓所にある小松清廉の墓

明治3年（1870年）1月には大久保や木戸らが小松を見舞うが、この頃には遺言書を作成している。7月20日に数え年36歳で大阪にて病死し、最期は側室三木琴（琴仙子）が看取った。葬儀は同年7月21日に天王寺村夕日岡（大阪市天王寺区夕陽丘）で神式により行われた。明治9年には遺骨が小松家の旧領吉利の園林寺廃寺跡である鹿児島県日置市日吉町吉利の禰寝・小松家歴代墓所に移される。

## 人物
- 愛妻家で、新婚時代の安政3年4月23日から5月6日（1856年5月26日から6月8日）にかけて当時珍しい新婚旅行で霧島の栄之尾温泉に滞在した記録がある。この滞在には千賀の父も同行した。ちなみに日本初の新婚旅行を行ったとされる龍馬と龍は寺田屋事件直後の慶応2年（1866年）であり、実際には清廉のほうが10年早く新婚旅行を行っていたことになる[29]。
- 寛容で雄弁明快な人柄で人望が厚く、若くして薩摩藩の重職に取り立てられた。西郷隆盛に初めて会いに行った際、西郷が、身分としては遥かに上とはいえ自らより7歳若い小松の度量を試そうと、わざと部屋で横になり小松を待っていたところ、小松はその姿を見て立腹することなく、むしろ西郷のために枕を持って来るよう従者に促したため、西郷はその一言を聞くや居住まいを正し小松に詫び、忠誠を誓ったという[30]。新政府においても将来を嘱望された。
- 側室の琴は帯刀（清廉）の死後、長男・安千代を鹿児島の千賀に預け、帯刀と親交の厚かった五代邸で長女の壽美とともに暮らした。
- 大正11年（1922年）、時の鉄道大臣は、清廉の子孫である伯爵・小松重春に品川駅立売営業権を許可している。これは、清廉が慶応3年（1867年）に鉄道敷設建白書を呈上した功績を考慮したことに因んでいる。これにより、小松家は「株式会社常盤軒」として省線（現：JR）品川駅で駅弁などの販売を開始した。しかし2010年（平成22年）の品川駅改装を機に、駅ビルのルミネ・ザ・キッチンに移ったが程なく閉店した。駅蕎麦屋や仕出し弁当などは引き続き営業している。
- 坂本龍馬の新政府の人事構想では、西郷や大久保、桂らを抑えて、筆頭に挙げられていた。
- 下記参考文献中の瀬野富吉によれば、清廉は乗馬の達人で、夜、提灯をさして馬に乗っても、提灯が揺れなかったという。

## 評価
- 大隈重信
  - 「風采堂々として弁舌爽快に、やや学識あり、志気卑しからず。これに加うるに、薩摩の名門として威望頗る重く、外国の副知官事として最も適任の人なり」[31]
  - 「容貌風采共に立派な、気品の備わった人は小松帯刀だった。この人は薩摩の名門の家老であった。素性は争われぬものだ」[32]
  - 「雄弁といえば小松帯刀を思い出す。総じてだ、薩摩人は語は拙い方なんだけれど、小松ばかりは例外で、立派の弁舌家であった。この人は文明の人、進歩的の人で、大西郷とは余り肩は合わなかった。寛仁大度であったから、単に薩摩人のみでは無く、土佐人などにもこの人の世話になった者も少なくなかったであろう。伊藤（博文）、井上（馨）なども、彼の長州が兵器購入の道を鎖された時には、この小松の世話で密に兵器を買い入れて居った。この人の意見として、日本は島国だから、徹頭徹尾英国に倣って海軍を盛んにせなけりゃならぬといって居った。大久保や木戸とは仲良く、我輩もこの人の恩顧を受けた一人だ。小松が死ぬ時に遺言して我輩をその後任に推薦し、それで彼の死後我輩は命ぜられて外務卿になった。この人の頭の中には偏狭な藩閥思想などいうものは綺麗に無かったよ。惜しいことに短命で、御維新早々明治元年十月に死んで居る。前にも話した通りに門地も有れば富もある。幕府の目を偸んで、密に薩藩のために早くから長崎に往来し、武器の買入などに勉めて居たものだ」[33]

- アーネスト・サトウ
  - 「私の知っている日本人の中で最も魅力的な人物」
  - 「家老の家柄だが、そういう階級の人間に似合わず、政治的才能があり、態度が人にすぐれ、それに友情が厚く、そんな点で人々に傑出していた」[34]

## 系譜
本姓は平氏（平維盛入婿により建部氏より改姓）。家系は禰寝氏（根占氏）嫡流にあたり、江戸時代中期に禰寝氏直系は小松清香が小松氏に改姓した。同家家紋は抱き鬼梶の葉。正式な姓名は平朝臣小松帯刀清廉（たいらのあそん こまつ たてわき きよかど）。
清廉は慶応2年（1866年）に正妻の小松近（1828年生）の甥・町田申四郎実種(薩摩藩第一次英国留学生。町田久成弟)を養子として清緝と称させていた。清廉の死後、清緝が明治3年（1870年）10月に家督を継承したものの、明治5年9月25日（1872年10月27日）には清廉と妾の三木琴（1848年生）の長男で千賀（正妻の近のこと）が養育していた清直に家督を譲る。近との間には子はなく、琴との間には清直と娘スミ（1870年生）がいた。
その後、清直は30歳で隠居。その嫡子・帯刀（1884-1905）は祖父・清廉の功により伯爵に叙せられたが、明治38年（1905年）3月に死去。家督は清直の次男・重春（1886-1925）が相続し、経國銀行頭取を務めるなど経済界で活躍した。その後、重春には嗣子がなかったため、侯爵・西郷従道の七男・従志（1883年生。主猟官兼主馬寮御用掛）が養嗣子となって家督を相続した。その後、従志とその妻・千代子（1894年生。山口圭蔵長女）の子・小松晃道（1913年生）が襲爵した。晃道の相婿に杉山寧がいる。また、重春の姉・ハナ（1885-1974）は脇坂氏14代当主で子爵の脇坂安之（1876-1939）の後妻となった。
重春までの墓は鹿児島県日置市（日吉町吉利）の小松家（禰寝・小松氏）歴代墓所だが、従志以後の墓所は東京に存する。